# 東亜丸 (大阪商船)
東亜丸 (とうあまる) は大阪商船の貨物船。

## 需要
東亜丸は西阿丸の図面で建造されたと判断される国際汽船発注船3隻のうちの2番船。国際汽船が川南工業香焼島造船所に発注したもので、1937年（昭和12年）12月3日に起工。 建造中、大阪商船が国際汽船の株式を入手した際に、東亜丸を含む3隻の建造を肩代わりすることとなり、本船は大阪商船所有となった。その後1938年（昭和13年）12月8日に進水し、1939年（昭和14年）7月31日に竣工した。
竣工後、東亜丸は1937年4月から逓信省命令航路となっていた西阿航路に就航したが、欧州大戦の戦域拡大により1940年（昭和15年）7月に休航。1941年（昭和16年）8月18日、海軍に徴用され、横須賀鎮守府所管の海軍一般徴用船となる。
開戦後の1942年（昭和17年）1月10日、東亜丸は佐世保鎮守府所管の特設運送船として入籍し、川崎造船所で艤装工事を受けた。このとき、特設運送船(給油船)に同名の東亜丸（飯野海運、10,052トン）がおり、区別のため海軍部内限りで第二号東亜丸と改称した。同日、佐世保鎮守府部隊に配属され、改装完了後はダバオ、トラック方面への輸送任務に従事。
6月のMI作戦ではミッドウェー攻略部隊に加わりミッドウェー島に向かうが、ミッドウェー海戦での敗北により作戦は中止されグアム島に帰投した。以降もフィリピンおよびラバウル方面での輸送任務に従事。
1943年（昭和18年）1月28日、第二号東亜丸は敷設艇鴎他に護衛されてラバウルを出港してムンダへ向かうが、30日16時5分頃、ソロモン諸島ベララベラ島南方沖を航行中にアメリカ海兵隊の戦爆連合30機の空襲を受けて1番船倉、2番船倉にそれぞれ爆弾1発ずつが直撃し大破、航行不能となり、18時頃に沈没した。船員1名戦死。沈没地点はソロモン諸島ベララベラ島南方10km地点付近、南緯07度45分 東経156度51分 / 南緯7.750度 東経156.850度。
同年4月1日除籍及び解傭。
現在、第二号東亜丸の船体は水深34mの海底に横転状態で沈んでおり、積載されていた九五式軽戦車やビール瓶を見ることができる。